# Fundamentos de Andalucía
Fundamentos de Andalucía es una obra de Blas Infante, que no fue publicada durante la vida de su autor. Consta de dos ensayos: Crítica al principio de las nacionalidades y Determinación del principio de las culturas ambos escritos entre 1930 y 1936. Está considerada como uno de los trabajos inéditos más extensos y de mayor complejidad ideológica de Infante. En ella abunda la autocrítica.